# Clostridium tetanomorphum
Il Clostridium tetanomorphum  è una specie di batterio appartenente alla famiglia delle Clostridiaceae.